# عباس حسين رحيمة
عباس رحيمة أو عباس حسين رحيمة مواليد 1 يوليو 1989 في بغداد عاصمة العراق، هو لاعب كرة قدم عراقي يلعب في خط الوسط لصالح نادي الشرطة العراقي. استدعي إلى صفوف المنتخب العراقي لكرة القدم للمشاركة في تصفيات كأس العالم 2014. وهو شقيق اللاعب العراقي علي رحيمة.